# Gran Premio d'Austria 2025
Il Gran Premio d'Austria 2025 è stata l'undicesima prova della stagione 2025 del campionato mondiale di Formula 1. La gara si è corsa domenica 29 giugno sul Red Bull Ring di Spielberg ed è stata vinta dal britannico Lando Norris su McLaren-Mercedes, al settimo successo in carriera; Norris ha preceduto all'arrivo il compagno di squadra, l'australiano Oscar Piastri, e il monegasco Charles Leclerc su Ferrari.
A questa edizione hanno assistito 300 000 spettatori nel corso del weekend di gara, per il quarto dato più alto di sempre per il Gran Premio d'Austria sul Red Bull Ring di Spielberg, dietro i 302 000 dell'edizione 2024, i 303 000 dell'edizione 2022, e il record dei 304 000 dell'edizione 2023.

## Vigilia

### Aspetti tecnici
Per questo Gran Premio la Pirelli, fornitore unico degli pneumatici, offre la scelta tra gomme di mescola C3, C4 e C5, la seconda tipologia di mescole più morbide dell'intera gamma di coperture messe a disposizione dall'azienda italiana. Fin dall'edizione 2021 del Gran Premio, la Pirelli ha sempre stabilito la stessa tipologia di pneumatici per questo appuntamento. Essa viene stabilita per la quarta volta in stagione dopo quanto avvenuto nei Gran Premi d'Australia, gara d'apertura del mondiale, d'Arabia Saudita e di Miami.
La Federazione conferma le tre zone del Drag Reduction System in uso dall'edizione 2018 della gara quando l'organo mondiale dell'automobilismo decise di aumentare sul circuito del Red Bull Ring a tre i tratti in cui utilizzare il dispositivo mobile. I piloti possono attivare l'ala mobile posteriore sul rettilineo principale, con detection point stabilito prima della curva 10, tra la curva 3 e la curva 4, con il punto di determinazione del distacco tra i piloti posto prima della curva 3, e tra la curva 1 e la curva 3, il nuovo tratto aggiuntivo introdotto in seguito, con punto per la determinazione del distacco fra piloti posto prima della curva 1.
Dopo il precedente Gran Premio del Canada, tra le prime dieci vetture classificate sono state sorteggiate per le verifiche tecniche la McLaren del quarto classificato Oscar Piastri, la Ferrari del quinto classificato Charles Leclerc e la Mercedes del vincitore George Russell. Le ispezioni hanno riguardato la pompa della benzina e tutto ciò che è collegato al funzionamento di questo componente compresi tutti i collegamenti alla centralina e i software che vanno ad intervenire sull'azione della pompa della benzina. Tutti gli elementi ispezionati sono risultati essere conformi al regolamento tecnico.
Rispetto all'edizione del 2024, il circuito è oggetto di modifiche. La pit lane e il tratto compreso tra la curva 2 e l'uscita della curva 3 è stato riasfaltato. All'uscita delle curve 1, 3, 4, 6 e 8, e all'ingresso della curva 7, la linea bianca è stata riallineata e ne è stata aggiunta una blu dietro di essa. La striscia di ghiaia tra la curva 9 e la curva 10 è stata estesa e adesso termina più vicino alla curva 10.
La Federazione stabilisce che qualsiasi pilota che non percorre correttamente l'uscita della curva 10 vede il tempo sul giro e immediatamente quello successivo invalidato dai commissari sportivi. Nella giornata del giovedì la direziona gara comunica alle squadre che è consentita la chiusura dei rispettivi garage in pit lane a causa delle avverse condizioni meteorologiche previste.

### Aspetti sportivi
Il Gran Premio rappresenta l'undicesimo appuntamento della stagione a distanza di due settimane dalla decima prova col Gran Premio del Canada. Dopo la seconda trasferta oltreoceano per la seconda prova in America del Nord, il mondiale torna in Europa per il quarto appuntamento dell'anno nel vecchio continente. Il Gran Premio d'Austria è la terza e ultima prova programmata a giugno e si disputa in questo mese per la seconda edizione consecutiva, oltre a essere, come nel 2024, l'undicesima prova dell'anno. Il campionato disputa un appuntamento sulla tipologia di tracciato permanente per la terza gara di fila. Il contratto per l'inserimento della gara nel calendario mondiale, sempre sul circuito del Red Bull Ring, è stato rinnovato nel mese di luglio 2023 fino alla stagione 2030. Il Gran Premio è sponsorizzato per la prima volta dalla compagnia di navigazione italo-svizzera MSC Cruises.
Il Gran Premio d'Austria vede la disputa della quarantaquattresima edizione, la trentottesima valida per il campionato mondiale di Formula 1 e la diciannovesima sul circuito del Red Bull Ring, impianto di proprietà dell’omonima azienda austriaca nota per la sua celebre bevanda energetica. Dopo tre stagioni consecutive in cui il weekend di gara si è svolto con il formato della Sprint, questa edizione si disputa nel formato classico. Il tracciato austriaco è quello con meno curve (10) e con il più breve tempo sul giro fra quelli attualmente presenti nel calendario iridato. Inoltre, è la seconda pista in assoluto, dopo il circuito di Spa-Francorchamps, in termini di dislivello; sono presenti 63,5 metri di differenza fra il punto più basso e quello più alto. La prima edizione della gara si svolse nel 1964 su un tracciato ricavato nell’area dell’aeroporto militare di Zeltweg, adiacente all’attuale sede, ma nel 1970 si spostò a Spielberg, su quello che allora era conosciuto come Österreichring, dove rimase ininterrottamente fino al 1987. Dopo un’interruzione di dieci anni, si tornò a correre per sei stagioni su una versione ridotta, denominata A1-Ring, per poi assumere a partire dal 2014 quella attuale di Red Bull Ring. Nel 2020 e 2021 il circuito ha ospitato il Gran Premio di Stiria per ovviare alle difficoltà create dalla pandemia di COVID-19. La Formula 1 festeggia la sua quarantesima presenza in Stiria.
Dopo la decima gara del campionato, l'australiano Oscar Piastri della McLaren conduce la classifica piloti con 198 punti, 22 davanti al compagno di scuderia, il britannico Lando Norris, secondo, e 43 di margine dall'olandese Max Verstappen della Red Bull Racing. In classifica costruttori, la McLaren comanda la graduatoria con 374 punti, seguita dalla Mercedes con 199 e della Ferrari con 183.
Alla vigilia della gara, la Federazione pubblica due documenti nei quali sono contenute le linee guida che i commissari sportivi seguono nella valutazione di incidenti e infrazioni che si verificano durante il weekend di gara. Nel primo documento è presente una lista di infrazioni, con le corrispondenti penalità che possono essere assegnate dai commissari sportivi e il numero di punti sulla superlicenza del pilota che essi possono imporre. Il secondo documento fornisce delle linee guida che i commissari devono seguire quando investigano sul comportamento tenuto dai piloti in alcune situazioni che si verificano in pista, come sorpassi effettuati all'interno e all'esterno nelle curve e nelle chicanes, superamento dei limiti della pista, restituzione di un vantaggio ottenuto uscendo dal tracciato, rientro in pista dopo essere finito nella via di fuga, ostruzione di un altro pilota, cambi di direzione nei rettilinei e in frenata, ripresa della gara dopo un periodo di regime di safety car.
Due giovani piloti prendono parte alla prima sessione di prove libere del venerdì secondo l'obbligo per ogni scuderia di schierare, durante alcune sessioni di prove libere nel corso della stagione, un giovane pilota che ha corso nella sua carriera un massimo di due gare in Formula 1. Per questo campionato la normativa viene aumentata da una volta per ciascuna vettura a due volte. L'irlandese Alex Dunne (numero 89) prende il posto del britannico Lando Norris alla McLaren e lo svedese Dino Beganovic (38) quello del monegasco Charles Leclerc alla Ferrari. Per Dunne è il debutto in una sessione ufficiale di un Gran Premio di Formula 1.
L'ex pilota di Formula 1, il britannico Derek Warwick, è nominato commissario aggiunto per la gara. Ha svolto già in passato tale funzione, l'ultima nel precedente Gran Premio del Canada. Warwick fu designato commissario aggiunto anche nelle edizioni del 2018 e 2021. È la casa automobilistica tedesca Mercedes a fornire la safety car e la medical car, come nella precedente gara a Montréal.

## Prove

### Resoconto
Prima dell'inizio della prima sessione di prove libere del venerdì, sulla vettura di Pierre Gasly ed Esteban Ocon viene installata la terza unità relativa al motore a combustione interna, al turbocompressore e all'MGU-H. Sulla vettura di Gasly la quarta unità relativa all'MGU-K e sulla vettura di Ocon la terza unità dello stesso componente. Su entrambe le vetture la quarta unità relativa all'impianto di scarico. Sulla vettura di Andrea Kimi Antonelli viene installata la seconda unità relativa al sistema di recupero dell'energia e alla centralina, e sulla vettura di Lewis Hamilton la stessa unità di quest'ultimo componente. Sulla vettura di Lando Norris viene installata la terza unità relativa all'impianto di scarico. Tutti i piloti non sono penalizzati sulla griglia di partenza in quanto i nuovi componenti installati rientrano tra quelli utilizzabili nel numero massimo stabilito dal regolamento tecnico.
Al termine della seconda sessione, Lewis Hamilton e Andrea Kimi Antonelli vengono convocati dai commissari sportivi in quanto il britannico ha ostacolato l'italiano alla curva 4. Hamilton riceve un avvertimento legato alla guida.
La Mercedes è stata sanzionata di 100 euro da parte della Federazione in quanto Andrea Kimi Antonelli ha superato la velocità massima stabilita dentro la corsia dei box.

### Risultati
Nella prima sessione del venerdì si è avuta questa situazione:
| Pos | Nº | Pilota         | Costruttore                | Tempo    | Gap    | Giri |
| --- | -- | -------------- | -------------------------- | -------- | ------ | ---- |
| 1   | 63 | George Russell | Mercedes                   | 1'05"542 |        | 34   |
| 2   | 1  | Max Verstappen | Red Bull Racing-Honda RBPT | 1'05"607 | +0"065 | 30   |
| 3   | 81 | Oscar Piastri  | McLaren-Mercedes           | 1'05"697 | +0"155 | 33   |

Nella seconda sessione del venerdì si è avuta questa situazione:
| Pos | Nº | Pilota         | Costruttore                | Tempo    | Gap    | Giri |
| --- | -- | -------------- | -------------------------- | -------- | ------ | ---- |
| 1   | 4  | Lando Norris   | McLaren-Mercedes           | 1'04"580 |        | 35   |
| 2   | 81 | Oscar Piastri  | McLaren-Mercedes           | 1'04"737 | +0"157 | 35   |
| 3   | 1  | Max Verstappen | Red Bull Racing-Honda RBPT | 1'04"898 | +0"318 | 24   |

Nella sessione del sabato si è avuta questa situazione:
| Pos | Nº | Pilota         | Costruttore                | Tempo    | Gap    | Giri |
| --- | -- | -------------- | -------------------------- | -------- | ------ | ---- |
| 1   | 4  | Lando Norris   | McLaren-Mercedes           | 1'04"324 |        | 21   |
| 2   | 81 | Oscar Piastri  | McLaren-Mercedes           | 1'04"442 | +0"118 | 20   |
| 3   | 1  | Max Verstappen | Red Bull Racing-Honda RBPT | 1'04"534 | +0"210 | 28   |

## Qualifiche

### Resoconto
Lando Norris conquista la dodicesima pole position in carriera, la terza del campionato e la prima dal Gran Premio di Monaco. Per la McLaren è la centosettantunesima partenza in prima posizione, la settima della stagione, la quinta complessiva nel Gran Premio d'Austria, e la prima da quella dell'edizione 2000 con Mika Häkkinen. Leclerc è secondo per la quarantunesima prima fila della carriera, la terza dell'anno e la quarta in questo appuntamento. Per Piastri, terzo, è la miglior qualifica sul circuito del Red Bull Ring, ma si è sempre qualificato dietro al compagno Norris in tutte le tre apparizioni. L'australiano è l'unico pilota del campionato a essere partito sempre nei primi quattro.
Hamilton, quarto, si assicura la miglior partenza in un Gran Premio da pilota della Ferrari. Lawson, sesto, parte nei primi otto per la seconda volta in carriera, diventando la vettura sponsorizzata dalla Red Bull Racing più veloce in griglia e facendo meglio di Verstappen in qualifica per la prima volta in stagione. L'olandese eguaglia la peggior qualifica dell'anno del Gran Premio del Bahrein. Bortoleto, ottavo, ottiene la prima partenza in carriera nei primi dieci. Alonso e Hadjar sono eliminati nel Q2 ponendo fine alla loro striscia di quattro apparizioni consecutive in Q3. Lo spagnolo si qualifica davanti a Stroll per la ventitreesima gara di fila. Albon è dodicesimo per la seconda peggior qualifica dell'anno. Con Colapinto quattordicesimo per l'Alpine è la peggior qualifica sul tracciato austriaco dal 2022. Bearman è qualificato davanti al compagno Hülkenberg per la quinta volta in stagione, mentre Stroll è eliminato in Q1 per la settima volta nel 2025, e Ocon per la sesta. Per la prima volta in carriera, Sainz manca l'accesso alla Q2 per tre gare di fila. Hülkenberg è il pilota più lento in qualifica per la prima volta dal Gran Premio del Belgio 2023.
Norris, alla ventunesima prima fila in carriera, la sesta del campionato e la terza in questa gara, è il ventitreesimo pilota differente in pole position nel Gran Premio d'Austria e l'undicesimo complessivo sul circuito del Red Bull Ring. Egli è il primo pilota britannico al palo in questo appuntamento da Hamilton nell'edizione 2016, il primo di questa nazionalità su questo tracciato dallo stesso Hamilton nel Gran Premio di Stiria 2020, e il primo in questa gara alla guida della McLaren da Häkkinen nell'edizione 2000. Norris eguaglia le partenze al palo stagionali di Verstappen ed è il secondo pilota della storia dopo Nigel Mansell a ottenere la dodicesima pole position della carriera su altrettati Gran Premi e circuiti differenti. Il pilota della McLaren, quale più rapido in ogni sessione a partire dalle seconde prove libere, interrompe una striscia di quattro pole position consecutive di Verstappen in Austria. Norris è al quinto posto nella classifica di tutti i tempi della McLaren fra i piloti con più pole position. La scuderia di Woking estende a sette il maggior numero di pole position del 2025 ed eguaglia la Mercedes al secondo posto di sempre per numero di partenze in prima posizione in questo Gran Premio. Una vettura morizzata Mercedes stabilisce un nuovo record per la nona partenza al palo in questa gara. Norris e Leclerc condividono la prima fila per la terza volta. Il britannico ha ottenuto le ultime tre vittorie partendo dalla prima posizione. Il tempo della pole position di 1'03"971, alla media di 243,448 km/h, rappresenta il record assoluto del circuito per la configurazione in uso da questa edizione. È la sesta pole position più rapida realizzata sul circuito del Red Bull Ring. Il margine del poleman dal secondo più rapido è di 0"521, il più alto del campionato.
Al termine delle qualifiche, George Russell viene convocato dai commissari sportivi per essere entrato in fast lane senza uno spazio adeguato rispetto alle altre vetture. Il pilota britannico della Mercedes riceve un avvertimento, mentre la scuderia tedesca una reprimenda.
Sono stati cancellati due tempi dai commissari sportivi ai piloti per non aver rispettato i limiti della pista, durante le qualifiche. Si sono visti cancellare il tempo Franco Colapinto (curva 6) e Pierre Gasly (curva 10). Gasly e Oscar Piastri (curva 10) si sono visti cancellare il tempo per l'esposizione delle doppie bandiere gialle. Carlos Sainz Jr. e Alexander Albon (quinto giro in Q1), Piastri e Andrea Kimi Antonelli (quarto giro in Q1), Liam Lawson, Yūki Tsunoda e nuovamente Antonelli (settimo giro in Q1), Isack Hadjar (decimo giro in Q2), Fernando Alonso (tredicesimo giro in Q2), ancora Antonelli (undicesimo giro in Q2), nuovamente Hadjar (tredicesimo giro in Q2), e nuovamente Piastri (quindicesimo giro in Q2), non ricevono sanzioni da parte dei commissari sportivi, per non aver rispettato le istruzioni stabilite dalla direzione gara. Tutti i piloti hanno superato il tempo limite di un minuto e undici secondi valevole tra la seconda linea della safety car e la prima di essa.

### Risultati
Nella sessione di qualifica si è avuta questa situazione:
| Pos                         | Nº | Pilota                | Costruttore                  | Q1       | Q2       | Q3       | Griglia |
| --------------------------- | -- | --------------------- | ---------------------------- | -------- | -------- | -------- | ------- |
| 1                           | 4  | Lando Norris          | McLaren-Mercedes             | 1'04"672 | 1'04"410 | 1'03"971 | 1       |
| 2                           | 16 | Charles Leclerc       | Ferrari                      | 1'05"197 | 1'04"734 | 1'04"492 | 2       |
| 3                           | 81 | Oscar Piastri         | McLaren-Mercedes             | 1'04"966 | 1'04"556 | 1'04"554 | 3       |
| 4                           | 44 | Lewis Hamilton        | Ferrari                      | 1'05"115 | 1'04"896 | 1'04"582 | 4       |
| 5                           | 63 | George Russell        | Mercedes                     | 1'05"189 | 1'04"860 | 1'04"763 | 5       |
| 6                           | 30 | Liam Lawson           | Racing Bulls-Honda RBPT      | 1'05"017 | 1'05"041 | 1'04"926 | 6       |
| 7                           | 1  | Max Verstappen        | Red Bull Racing-Honda RBPT   | 1'05"106 | 1'04"836 | 1'04"929 | 7       |
| 8                           | 5  | Gabriel Bortoleto     | Kick Sauber-Ferrari          | 1'05"123 | 1'04"846 | 1'05"132 | 8       |
| 9                           | 12 | Andrea Kimi Antonelli | Mercedes                     | 1'05"178 | 1'05"052 | 1'05"276 | 9       |
| 10                          | 10 | Pierre Gasly          | Alpine-Renault               | 1'05"054 | 1'04"846 | 1'05"649 | 10      |
| 11                          | 14 | Fernando Alonso       | Aston Martin Aramco-Mercedes | 1'05"197 | 1'05"128 | N.D.     | 11      |
| 12                          | 23 | Alexander Albon       | Williams-Mercedes            | 1'05"143 | 1'05"205 | N.D.     | 12      |
| 13                          | 6  | Isack Hadjar          | Racing Bulls-Honda RBPT      | 1'05"063 | 1'05"226 | N.D.     | 13      |
| 14                          | 43 | Franco Colapinto      | Alpine-Renault               | 1'05"278 | 1'05"288 | N.D.     | 14      |
| 15                          | 87 | Oliver Bearman        | Haas-Ferrari                 | 1'05"218 | 1'05"312 | N.D.     | 15      |
| 16                          | 18 | Lance Stroll          | Aston Martin Aramco-Mercedes | 1'05"329 | N.D.     | N.D.     | 16      |
| 17                          | 31 | Esteban Ocon          | Haas-Ferrari                 | 1'05"364 | N.D.     | N.D.     | 17      |
| 18                          | 22 | Yūki Tsunoda          | Red Bull Racing-Honda RBPT   | 1'05"369 | N.D.     | N.D.     | 18      |
| 19                          | 55 | Carlos Sainz Jr.      | Williams-Mercedes            | 1'05"582 | N.D.     | N.D.     | 19      |
| 20                          | 27 | Nico Hülkenberg       | Kick Sauber-Ferrari          | 1'05"606 | N.D.     | N.D.     | 20      |
| Tempo limite 107%: 1'09"199 |    |                       |                              |          |          |          |         |

In grassetto sono indicate le migliori prestazioni in Q1, Q2 e Q3.

## Gara

### Resoconto
Lando Norris vince il settimo Gran Premio in carriera e la terza gara stagionale, la prima dopo quella nel Gran Premio di Monaco. Per la McLaren è la centonovantasettesima vittoria della propria storia, l'ottava del campionato, la settima complessiva nel Gran Premio d'Austria, e la prima da quella dell'edizione 2001 con David Coulthard. Piastri chiude secondo per la seconda edizione consecutiva, al diciannovesimo podio in carriera e il nono del campionato, mentre per Leclerc, terzo, è il quarantasettesimo podio di sempre, e il quarto del 2025. Per il monegasco è il terzo podio nelle ultime quattro gare. Leclerc ottiene cinque podi sul circuito del Red Bull Ring, per il numero più alto mai ottenuto su qualsiasi circuito.
Hamilton, quarto per la seconda edizione consecutiva, eguaglia il miglior risultato in carriera in un Gran Premio con la Ferrari. La scuderia italiana scavalca nuovamente la Mercedes per il secondo posto nei costruttori. Sesto, Lawson ottiene il miglior risultato in carriera. Alonso è settimo per il secondo weekend di gara di fila, mentre l'ottava posizione per Bortoleto è il primo arrivo a punti. Hülkenberg è nono dopo essere partito ultimo ed è il primo pilota della Sauber a conquistare punti per tre gare di fila da Valtteri Bottas nel 2022. Per la scuderia svizzera è il miglior risultato in Austria dalla gara del 2001 e ottiene punti con entrambi i piloti per la prima volta dal Gran Premio del Qatar 2023. Ocon chiude a punti per la quinta gara nel 2025, mentre la Williams accusa il doppio ritiro per la prima volta dal Gran Premio di San Paolo 2024. Per Albon è il terzo ritiro consecutivo. Antonelli non si era mai ritirato nel corso del primo giro, 
Norris, al trentacinquesimo podio in carriera e il nono del campionato, è il ventisettesimo pilota differente a vincere il Gran Premio d'Austria e il dodicesimo complessivo sul circuito del Red Bull Ring. Egli è il secondo pilota britannico consecutivo a trionfare in Austria, e il primo alla guida della McLaren da David Coulthard nell'edizione 2001. Norris, il quale eguaglia le vittorie in carriera del compagno Piastri, per gli unici due piloti McLaren con lo stesso numero di vittorie, è il quarto vincitore diverso nelle ultime quattro edizioni della gara e conclude in prima posizione in tutte le sessioni del weekend di gara a cui ha preso parte. Per il britannico è il settimo successo in carriera in altrettanti Gran Premi e circuiti diversi, e diventa il più vincente in stagione dietro solamente a Piastri. La McLaren estende a otto il numero di successi stagionali e diventa il costruttore col maggior numero di trionfi nel Gran Premio d'Austria. Per la scuderia di Woking è la cinquantatreesima doppietta della storia e la terza di sempre in questo appuntamento. È la quarta doppietta del campionato, il numero più alto dal 2007. La Red Bull Racing termina una sequenza di settantasette Gran Premi a punti nella gara di casa, al secondo posto di sempre nella storia del mondiale, mentre per Verstappen è stata la fine di una serie di trentuno gare a punti, e di settantaquattro delle ultime settantacinque gare. Gli ultimi due ritiri del campione del mondo al primo giro si sono verificati quando è stato colpito da un pilota della Mercedes. Entrambi i piloti della scuderia austriaca non ottengono punti per la prima volta dal Gran Premio del Bahrein 2022. Bortoleto è il trecentocinquantasettesimo pilota a punti nella storia della categoria, il primo brasiliano da Felipe Massa nel Gran Premio di Abu Dhabi 2017, e il più giovane di questa nazionalità.
Bortoleto è il ventinovesimo pilota diverso premiato quale pilota del giorno fin dall'introduzione del riconoscimento nella stagione 2016, e il primo di nazionalità brasiliana. È stato il quarto più veloce Gran Premio d'Austria sul circuito del Red Bull Ring a partire dall'edizione 1997, corso alla media di 216,738 km/h. La corsa, condotta da tre piloti e con solamente sei a pieni giri, viene vinta per l'undicesima volta dalla prima posizione a Spielberg (52,38%). È stata la seconda gara del 2025, dopo il Gran Premio d'Australia, prova d'apertura del mondiale, non completata nella distanza prevista, accorciata per un solo giro. Norris, Piastri e Leclerc condividono il podio per la quarta volta e la terza in stagione. Per la prima volta l'australiano termina secondo dietro al britannico. Il giro più veloce della gara in 1'07"924, alla media di 229,280 km/h, rappresenta il record assoluto del circuito per la configurazione in uso da questa edizione. È la sesta pole position più rapida realizzata sul circuito del Red Bull Ring. Il margine del poleman dal secondo più rapido è di 0"521, il più alto del campionato Piastri conduce il mondiale con quindici punti di margine sul compagno Norris. È stato il millesimo Gran Premio rappresentato dalla Francia.
Sono stati cancellati undici tempi dai commissari sportivi ai piloti per non aver rispettato i limiti della pista, durante la gara. Si sono visti cancellare il tempo due volte Oliver Bearman e Oscar Piastri (curve 3 e 1), Lando Norris (curva 10), Lance Stroll (curva 3), Charles Leclerc (curva 1), Esteban Ocon (curva 3), Fernando Alonso e Franco Colapinto (curva 1), e Lewis Hamilton (curva 3).

### Risultati
I risultati del Gran Premio sono i seguenti:
| Pos | Nº | Pilota                | Costruttore                  | Giri | Tempo/Ritiro                   | Griglia | Punti |
| --- | -- | --------------------- | ---------------------------- | ---- | ------------------------------ | ------- | ----- |
| 1   | 4  | Lando Norris          | McLaren-Mercedes             | 70   | 1h23'47"693                    | 1       | 25    |
| 2   | 81 | Oscar Piastri         | McLaren-Mercedes             | 70   | +2"695                         | 3       | 18    |
| 3   | 16 | Charles Leclerc       | Ferrari                      | 70   | +19"820                        | 2       | 15    |
| 4   | 44 | Lewis Hamilton        | Ferrari                      | 70   | +29"020                        | 4       | 12    |
| 5   | 63 | George Russell        | Mercedes                     | 70   | +1'02"396                      | 5       | 10    |
| 6   | 30 | Liam Lawson           | Racing Bulls-Honda RBPT      | 70   | +1'07"754                      | 6       | 8     |
| 7   | 14 | Fernando Alonso       | Aston Martin Aramco-Mercedes | 69   | +1 giro                        | 11      | 6     |
| 8   | 5  | Gabriel Bortoleto     | Kick Sauber-Ferrari          | 69   | +1 giro                        | 8       | 4     |
| 9   | 27 | Nico Hülkenberg       | Kick Sauber-Ferrari          | 69   | +1 giro                        | 20      | 2     |
| 10  | 31 | Esteban Ocon          | Haas-Ferrari                 | 69   | +1 giro                        | 17      | 1     |
| 11  | 87 | Oliver Bearman        | Haas-Ferrari                 | 69   | +1 giro                        | 15      |       |
| 12  | 6  | Isack Hadjar          | Racing Bulls-Honda RBPT      | 69   | +1 giro                        | 13      |       |
| 13  | 10 | Pierre Gasly          | Alpine-Renault               | 69   | +1 giro                        | 10      |       |
| 14  | 18 | Lance Stroll          | Aston Martin Aramco-Mercedes | 69   | +1 giro                        | 16      |       |
| 15  | 43 | Franco Colapinto      | Alpine-Renault               | 69   | +1 giro                        | 14      |       |
| 16  | 22 | Yūki Tsunoda          | Red Bull Racing-Honda RBPT   | 68   | +2 giri                        | 18      |       |
| Rit | 23 | Alexander Albon       | Williams-Mercedes            | 15   | Motore                         | 12      |       |
| Rit | 1  | Max Verstappen        | Red Bull Racing-Honda RBPT   | 0    | Collisione con A. K. Antonelli | 7       |       |
| Rit | 12 | Andrea Kimi Antonelli | Mercedes                     | 0    | Collisione con M. Verstappen   | 9       |       |
| NP  | 55 | Carlos Sainz Jr.      | Williams-Mercedes            | 0    | Freni                          | –       |       |

## Classifiche mondiali

### Piloti
| Pos | Pilota                | Punti |
| --- | --------------------- | ----- |
| 1   | Oscar Piastri         | 216   |
| 2   | Lando Norris          | 201   |
| 3   | Max Verstappen        | 155   |
| 4   | George Russell        | 146   |
| 5   | Charles Leclerc       | 119   |
| 6   | Lewis Hamilton        | 91    |
| 7   | Andrea Kimi Antonelli | 63    |
| 8   | Alexander Albon       | 42    |
| 9   | Esteban Ocon          | 23    |
| 10  | Nico Hülkenberg       | 22    |
| 11  | Isack Hadjar          | 21    |
| 12  | Lance Stroll          | 14    |
| 13  | Fernando Alonso       | 14    |
| 14  | Carlos Sainz Jr.      | 13    |
| 15  | Liam Lawson           | 12    |
| 16  | Pierre Gasly          | 11    |
| 17  | Yūki Tsunoda          | 10    |
| 18  | Oliver Bearman        | 6     |
| 19  | Gabriel Bortoleto     | 4     |

### Costruttori
| Pos | Costruttore                  | Punti |
| --- | ---------------------------- | ----- |
| 1   | McLaren-Mercedes             | 417   |
| 2   | Ferrari                      | 210   |
| 3   | Mercedes                     | 209   |
| 4   | Red Bull Racing-Honda RBPT   | 162   |
| 5   | Williams-Mercedes            | 55    |
| 6   | Racing Bulls-Honda RBPT      | 36    |
| 7   | Haas-Ferrari                 | 29    |
| 8   | Aston Martin Aramco-Mercedes | 28    |
| 9   | Kick Sauber-Ferrari          | 26    |
| 10  | Alpine-Renault               | 11    |

## Decisioni della FIA
L'argentino Franco Colapinto dell'Alpine non riceve sanzioni da parte dei commissari sportivi per aver forzato il britannico della Haas, Oliver Bearman, fuori dal tracciato alla curva 3, in fase di duello. Colapinto è stato penalizzato di cinque secondi sul tempo di gara e di un punto sulla superlicenza per aver forzato fuori dal tracciato l'australiano Oscar Piastri della McLaren tra le curve 3 e 4, mentre quest'ultimo lo stava doppiando. La posizione d'arrivo dell'argentino non varia. Il giapponese Yūki Tsunoda della Red Bull Racing è stato penalizzato di dieci secondi sul tempo di gara e di due punti sulla superlicenza per aver causato una collisione con Colapinto alla curva 4. La penalità è stata scontata in gara durante una sosta ai box. Tsunoda non riceve sanzioni per aver forzato il canadese dell'Aston Martin, Lance Stroll, fuori dal tracciato alla curva 3, in fase di duello.
Al termine della gara, l'italiano Andrea Kimi Antonelli della Mercedes viene convocato dai commissari sportivi per aver causato una collisione con l'olandese Max Verstappen della Red Bull Racing alla curva 3. Antonelli viene penalizzato di tre posizioni sulla griglia di partenza del successivo Gran Premio di Gran Bretagna e di due punti sulla superlicenza.